# Râul Târgului - Argeșel - Râușor
Râul Târgului - Argeșel - Râușor este o arie protejată (arie specială de conservare — SAC, sit de importanță comunitară — SCI) din România, desemnată în scopul protejării biodiversității și menținerii într-o stare de conservare favorabilă a florei spontane și faunei sălbatice, precum și a habitatelor naturale de interes comunitar aflate în arealul zonei de protecție. Aceasta se întinde pe o suprafață de 13.175,9 ha, integral pe uscat.

## Localizare
Centrul sitului Râul Târgului - Argeșel - Râușor este situat la coordonatele 45°25′58″N 25°03′56″E / 45.432914°N 25.065583°E. Situl se întinde pe teritoriile administrative ale comunelor Albeștii de Muscel, Lerești, Rucăr și Valea Mare Pravăț din județul Argeș.

## Înființare
Situl Râul Târgului - Argeșel - Râușor a fost declarat sit de importanță comunitară (ROSCI0381) în septembrie 2011 pentru a proteja 8 specii de animale.

## Biodiversitate
Situată în ecoregiunea alpină, aria protejată conține 10 habitate naturale: Râuri de munte și vegetația erbacee de pe malurile acestora, Pajiști alpine și boreale, Grohotișuri silicioase de la nivelul montan până la nivelul zăpezii (Androsacetalia alpinae și Galeopsietalia ladani), Păduri de fag Luzulo-Fagetum, Păduri aluvionare cu Alnus glutinosa și Fraxinus excelsior (Alno-Padion, Alnion incanae, Salicion albae), Păduri de fag dacice (Symphyto-Fagion), Păduri acidofile de Picea de la nivel montan la nivel alpin (Vaccinio-Piceetea), Tufărișuri cu Pinus mugo și Rhododendron hirsutum (Mugo-Rhododendretum hirsuti), Formațiuni ierboase bogate în specii de Nardus, dezvoltate pe substraturi silicioase în zone montane (și în zone submontane, în Europa continentală), Liziere de ierburi înalte hidrofile de câmpie și de nivel montan până la alpin.
La baza desemnării sitului se află mai multe specii protejate:
- amfibieni (2): izvoraș-cu-burta-galbenă (Bombina variegata), Triturus montandoni
- mamifere (4): lupul (Canis lupus), vidră de râu (Lutra lutra), râs eurasiatic (Lynx lynx), urs brun (Ursus arctos)
- nevertebrate (2): cărăbuș (Carabus variolosus), croitorul de fag (Rosalia alpina)

Pe lângă speciile aflate la baza desemnării sitului, pe teritoriul acestuia au mai fost identificate 3 plante ocrotite la nivel european: arnică (Arnica montana L.), clopoței (Campanula patula ssp. abietina), gențiană (Saponaria pumilio).